# Lea Melandri
Lea Melandri, née Maddalena Melandri à Fusignano le 4 mars 1941, est une journaliste, essayiste, enseignante et militante féministe italienne. Lea Melandri est une figure clé du mouvement féministe italien depuis les années 1970.

## Biographie
Née dans une famille paysanne pauvre, elle obtient une bourse pour l’École Normale supérieure de Pise qu'elle quitte après deux ans. En 1967, elle obtient un diplôme de littérature à l'Université de Bologne.
Elle devient enseignante à Milan. Elle enseigne dans diverses écoles expérimentant de méthodes non autoritaires. Elle est l'éditrice, avec le psychanalyste Elvio Fachinelli, de la revue L'Erba voglio  de 1971à 1978.
Elle participe activement au mouvement féministe des années 70 et publie de nombreux ouvrages, d'abord théoriques puis liées à son expérience de formatrice.
À partir de 1976, elle intervient dans des cours pour adultes durant une dizaine d’années à Affori.
Dans les années 1980, elle rédige la rubrique courrier du cœur dans l’hebdomadaire pour adolescents Ragazza In. Elle écrit des chroniques dans divers journaux : Noi Donne, Extra Manifesto, L'Unità. Elle collabore au magazine Carnet.
Elle dirige de 1987 à 1997 le magazine Lapis. Chemins de la réflexion féminine.
À partir de 1987, elle enseigne à l'association Libera Università delle Donne à Milan. Elle devient présidente de l’association en 2011.
Ces dernières années, elle s'implique dans la lutte contre les féminicides.

## Écrits
- L'infamia originaria, Milano, L'erba voglio, 1977, 2ª ed., Roma, Manifestolibri, 1997, traduit de l'italien par le Collectif de traduction des Éditions des Femmes L'Infamie originaire : pour en finir avec le coeur et la politique, Paris, Éditions des Femmes, 1979[6]
- Lo strabismo della memoria, Milano, La Tartaruga, 1991
- La mappa del cuore : Lettere di adolescenti ad un giornale femminile  Soveria Mannelli (CZ), Rubbettino, 1992
- Migliaia di foglietti. Mineralogia del mondo interno, Moby Dick, 1996
- L'erba voglio. Il desiderio dissidente, éditrice, Milano, Baldini &Castoldi, 1998
- Una visceralità indicibile. La pratica dell'inconscio nel movimento delle donne degli anni Settanta, Fondazione Badaracco, Milano, Franco Angeli, 2000
- Le passioni del corpo. La vicenda dei sessi tra origine e storia, Torino, Bollati Boringhieri, 2001
- Come nasce il sogno d'amore, Torino, Bollati Boringhieri, 2002
- Preistorie. Di cronaca e d'altro, Filema, 2004
- avec Stefano Ciccone, Il legame insospettabile tra amore e violenza, Effigi, 2008
- Amore e violenza. Il fattore molesto della civiltà, Torino, Bollati Boringhieri, 2011
- L'attualità inattuale di Elvio Fachinelli, éditrice, Milano, IPOC, 2014
- Alfabeto d'origine, Memoria del corpo e scrittura di esperienza Vincenza, Neri Pozza, 2017
- Civiliser l'amour. Dépasser la domination masculine, la violence et le harcèlement (trad. en français d'Amore e violenza), Hermann, 2025.